# Norva
Norva — рід цикадок із ряду клопів, який зустічаєтся у Кореї та Приморському краї.

## Опис
Цикадки розміром 5 мм, іржаво-червоного кольору. Помірно стрункі, з округло виступаючою головою, перехід обличчя в тім'я закруглений, але досить різкий .

## Види
- Norva anufrievi
- Norva japonica